# Campeonato Mundial de Piragüismo en Eslalon de 2014
El XXXVI Campeonato Mundial de Piragüismo en Eslalon se celebró en Deep Creek (Estados Unidos) entre el 17 y el 21 de septiembre de 2014 bajo la organización de la Federación Internacional de Piragüismo (ICF) y la Federación Estadounidense de Piragüismo.
Las competiciones se realizaron en el canal de piragüismo en eslalon del Adventure Sports Center International, ubicado cerca de la rivera más septentrional del lago Deep Creek, condado de Garrett del estado de Maryland.

## Medallistas

### Masculino
| Evento                 | Oro | Plata | Bronce |
| ---------------------- | --- | --- | --- |
| K1 individual (20.09)  | Boris Neveu Francia 101,61 pts.                                                                              | Sébastien Combot Francia 102,34 pts.                                                                                        | Mathieu Biazizzo Francia 102,92 pts.                                                                                 |
| C1 individual (20.09)  | Fabien Lefèvre Estados Unidos 106,82                                                                         | Benjamin Savšek Eslovenia 108,62                                                                                            | Franz Anton · Alemania · 110,30                                                                                      |
| C2 individual (21.09)  | Luka Božič Sašo Taljat Eslovenia 118,43                                                                      | Pierre Picco Hugo Biso Francia 119,60                                                                                       | Ladislav Škantár · Peter Škantár · Eslovaquia · 122,78                                                               |
| K1 por equipos (20.09) | Mathieu Biazizzo Sébastien Combot Boris Neveu Francia 112,79                                                 | Jiří Prskavec · Vavřinec Hradilek · Vít Přindiš · República Checa · 115,11                                                  | Richard Hounslow Joseph Clarke Thomas Brady Reino Unido 123,24                                                       |
| C1 por equipos (20.09) | Michal Martikán · Alexander Slafkovský · Matej Beňuš · Eslovaquia · 125,10                                   | Michal Jáně · Vítězslav Gebas · Jan Mašek · República Checa · 126,09                                                        | Benjamin Savšek Luka Božič Anže Berčič Eslovenia 127,84                                                              |
| C2 por equipos (21.09) | Francia Pierre Labarelle / Nicolas Peschier Gauthier Klauss / Matthieu Péché Pierre Picco / Hugo Biso 140,96 | Eslovaquia · Pavol Hochschorner / Peter Hochschorner · Ladislav Škantár / Peter Škantár · Tomáš Kučera / Ján Bátik · 143,13 | República Checa · Ondřej Karlovský / Jakub Jáně · Jonáš Kašpar / Marek Šindler · Tomáš Koplík / Jakub Vrzáň · 152,51 |

### Femenino
| Evento                 | Oro                                                                            | Plata                                                                  | Bronce                                                                    |
| ---------------------- | ------------------------------------------------------------------------------ | ---------------------------------------------------------------------- | ------------------------------------------------------------------------- |
| K1 individual (21.09)  | Jessica Fox Australia 114,01 pts.                                              | Fiona Pennie Reino Unido 114,97 pts.                                   | Melanie Pfeifer · Alemania · 120,01 pts.                                  |
| K1 por equipos (21.09) | Carole Bouzidi Nouria Newman Émilie Fer Francia 132,47                         | Corinna Kuhnle · Lisa Leitner · Viktoria Wolffhardt · Austria · 139,46 | Elena Kaliská · Jana Dukátová · Kristína Nevařilová · Eslovaquia · 140,31 |
| C1 individual (20.09)  | Jessica Fox Australia 132,85                                                   | Mallory Franklin Reino Unido 138,78                                    | Oriane Rebours Francia 139,62                                             |
| C1 por equipos (20.09) | Kateřina Hošková · Monika Jančová · Martina Satková · República Checa · 170,22 | Mallory Franklin Jasmine Royle Eilidh Gibson Reino Unido 181,83        | Caroline Loir Oriane Rebours Lucie Baudu Francia 218,69                   |

## Medallero
| Núm. | País            | Oro | Plata | Bronce | Total |
| ---- | --------------- | --- | ----- | ------ | ----- |
| 1    | Francia         | 4   | 2     | 3      | 9     |
| 2    | Australia       | 2   | 0     | 0      | 2     |
| 3    | República Checa | 1   | 2     | 1      | 4     |
| 4    | Eslovaquia      | 1   | 1     | 2      | 4     |
| 5    | Eslovenia       | 1   | 1     | 1      | 3     |
| 6    | Estados Unidos  | 1   | 0     | 0      | 1     |
| 7    | Reino Unido     | 0   | 3     | 1      | 4     |
| 8    | Austria         | 0   | 1     | 0      | 1     |
| 9    | Alemania        | 0   | 0     | 2      | 2     |
|      | TOTAL           | 10  | 10    | 10     | 30    |